# Nicko McBrain
Michael Henry McBrain (Hackney, Gran Londres, Inglaterra, 5 de junio de 1952) es el  baterista del grupo británico de heavy metal Iron Maiden retirado de las giras desde 2024. El nombre de Nicko lo adoptó como sobrenombre tal y como se llamaba su osito de peluche preferido. McBrain es acreditado como uno de los pioneros del sonido de heavy metal. En 2009 la revista Rolling Stone publicó la lista de los 100 mejores baterías de todos los tiempos, en ella Nicko fue incluido en el puesto número 38.

## Biografía
Nicko comenzó a tocar en 1966 en diversas agrupaciones, incluidas "The 18th Fairfield Walk", más tarde conocido como "Peyton Bond". Posteriorment se integra a "The Wells Street Blues Band", que se rebautizó como "The Axe" en 1969.
En 1971 Nicko comenzó a tocar con Billy Day, cantante y teclista, y Michael "Mickey" Lesley, guitarrista. En ese momento, era conocido como "Nicky", un apodo que le dieron sus padres en honor a su osito de peluche, Nicholas, hasta que Billy Day le presentó a Dick Asher, director de CBS Records, como "Neeko", cuando grababan en los estudios de CBS Whitfield Street. A McBrain le gustó el nombre, cambiándolo a Nicko para que sonara más "inglés", y decidió mantenerlo incluso después de dejar el grupo. En 1973, McBrain tocó en un sencillo de Cockerel Chorus, "Nice One Cyril", para el sello Young Blood.
También en 1973, McBrain tocó en un álbum homónimo del guitarrista Gordon Giltrap. Esto es notable no solo porque fue el álbum debut de McBrain, sino también porque Giltrap en 1978 lanzó un álbum llamado Fear of the Dark y usó una fuente para su logo que es bastante similar a la usada por Iron Maiden desde 1975.
En 1975 ingresó a la banda Streetwalkers y en paralelo a su participación en esta banda, tocó también junto a Pat Travers.
En la década de 1980 se convirtió en el baterista de McKitty y fue con esta banda que se reunió por primera vez con el bajista y fundador de Iron Maiden, Steve Harris, y a la banda francesa Trust.
Finalmente se unió a Iron Maiden en diciembre de 1982, sustituyendo a Clive Burr, para grabar el álbum Piece of Mind. 
McBrain ha declarado en grabaciones para el sitio web del fabricante de platillos Paiste, que quiso tocar la batería desde muy temprana edad, después de ver una actuación de Joe Morello que de inmediato lo llevó a tocar la batería con utensilios de cocina y ollas. Después de estudiar una ingeniería en el Southgate Technical College, que su padre quería que completase, pudo comenzar su carrera profesional de baterista. 
Curiosamente antes de tocar en Iron Maiden, fue el propio Nicko quien representó a Satanás en el videoclip de la canción The Number of the Beast y también en el tour The Beast on the Road.

## Estilo
Nicko McBrain es un factor importante para el sonido legendario de Iron Maiden desde su aparición en Piece of Mind, como se puede comprobar detalladamente en "Live After Death DVD". La canción de apertura del disco "Where Eagles Dare" es famosa porque muestra la capacidad de McBrain al utilizar un único bombo muy rápidamente. Esta canción ha sido descrita por numerosos expertos de batería como una obra maestra de la percusión por considerarse muy compleja y magistral. En este mismo documental McBrain demuestra lo técnico que es como batería, y otros baterías como Tommy Lee han descrito a McBrain como un "pulpo" después de ver como Nicko hace un gran uso de su enorme batería, y por su gran resistencia.
Al contrario que la mayoría de baterías del heavy metal, McBrain se ha negado a usar un double bass drum (un mecanismo que permite tocar un mismo bombo con los dos pies), por cuanto Nicko utiliza el Heel-Toe que es una técnica de la vieja escuela del jazz, que le permite hacer sonar el bombo como si fueran dos, con un solo pie y de ese modo ejecutar contratiempos más complejos junto al hi hat, y además porque no podría ejecutar su estilo de combinación ride-snare (solo propio en McBrain), además con doble bombo el estilo de Maiden cambiaría, sobre todo en relación con el bajo de Steve Harris. La única canción en la que Nicko McBrain usó el doble bombo fue en «Face in the Sand», en el disco Dance of Death del año 2003. A partir de eso señaló que definitivamente el doble bombo no era su estilo, y que por esa razón usaba un solo bombo, a pesar de que muchos patrones de la batería son más fáciles de ejecutar con el doble bombo. La canción no sería interpretada en directo en la gira de promoción del álbum. En ese mismo álbum, Nicko McBrain también contribuyó, por primera vez en más de 20 años, en la composición de una canción, escribiendo la línea para el bajo en New Frontier. 
Los álbumes preferidos de Mcbrain son Powerslave, Brave New World , A Matter of Life and Death y The Book of Souls.
Es un colaborador habitual en la página web oficial de Iron Maiden, en la que lleva un diario durante las giras de la banda y también grabó varios vídeos cortos dedicados a los fanes de la banda. Algunos ven irónico que, considerando las acusaciones de satanismo que recayeron sobre la banda en sus primeros años (ver aquí), Nicko sea un cristiano practicante que acude a la iglesia regularmente.

## Vida personal
Se convirtió al cristianismo en 1999 después de una experiencia en la iglesia Spanish River, en Florida. Su esposa Rebeca le había estado insistiendo ir a la iglesia con ella. Él hizo un recuento para explicar el suceso, y dijo: "Me quedé sentado pensando, No bebí anoche ... ¿Por qué estaba así? Tuve esta historia de amor con Jesús, pasando en mi corazón". 
Nicko es un entusiasta del golf, y de hecho fue invitado a hablar con el equipo de la Ryder Cup europea por el capitán Nick Faldo en julio de 2008, además que en ese mismo año, cuando se encontraba haciendo la gira Flight 666, tuvo un accidente en Costa Rica, donde fue golpeado por una bola de golf en la mano, por lo que estuvieron a punto de cancelar el concierto que tenían en ese mismo país en pocas horas. 
McBrain es un sumiller, por lo que a menudo discute variedades de vinos en las entrevistas. 
En el año 2009 abrió un restaurante llamado Rock n Roll Ribs en Coral Springs, Florida
McBrain posee la licencia de piloto, al igual que su amigo y compañero de banda Bruce Dickinson.
El 3 de agosto de 2023, McBrain publicó un comunicado a través del canal de YouTube de la banda, explicando en un video y en la descripción del mismo que sufrió un derrame cerebral en enero de ese mismo año, y quedó paralizado en su costado derecho desde el hombro hacia abajo. Después de 10 semanas de terapia física intensiva, McBrain pudo unirse al resto de la banda en los ensayos en mayo de 2023, antes de su etapa europea del Future Past World Tour. El mánager Rod Smallwood emitió un comunicado diciendo que «el resto de la banda y yo creemos que lo que Nicko ha sido capaz de lograr desde su accidente muestra increíble fuerza de voluntad y todos estamos muy orgullosos de él. Con esta nueva y musicalmente muy compleja situación, acaba de bajar la cabeza y está concentrado en su recuperación. Honestamente no sabíamos si sería capaz de tocar un show completo hasta que comenzaron los ensayos de la banda en mayo y tuvo mucho apoyo de la banda, y luego hubo un genuino alivio de todos cuando vimos que iba a poder hacerlo».
A fines de 2024, anunció su retiro de las giras con Iron Maiden, siendo su último recital en Sao Paulo el 7 de diciembre de 2024. McBrain continuará formando parte de Iron Maiden y seguirá trabajando en otros proyectos, tanto con la banda como personales.

## Equipo
- British Drum Co Legacy of the Beast (batería)
- 06” x 08”
- 08” x 08”
- 10” x 10”
- 12” x 12”
- 13” x 13”
- 14” x 14”
- 15” x 15”
- 16” x 16”
- 18” x 18” floor
- 24” x 18”Bass Drum

- Sonor (caja)
- 14” x 5” -birch-

- Paiste (platillos)
- 15" Signature Reflector Heavy Full Crash custom
- 19" Signature Reflector Heavy Full Crash
- 16" Signature Reflector Heavy Full Crash
- 20" Signature Reflector Heavy Full Crash
- 18" Signature Reflector Heavy Full Crash
- 14" Signature Heavy Hi-Hat (Reflector Finish) custom
- 13" Formula 602 Heavy Bell discontinued
- 22" Signature Reflector Bell Ride Powerslave signature
- 17" RUDE Crash/Ride
- 20" Signature Crash Prototype
- 22" Signature Reflector Heavy Full Crash
- 20" Signature Reflector Heavy China custom
- 40" Symphonic Gong (Custom Brilliant Finish) custom

```
Vic Firth
```

- Nicko's signature stick SNM

## Discografía con Iron Maiden
- Piece of Mind (1983)
- Powerslave (1984)
- Live After Death (1985)
- Somewhere in Time (1986)
- Seventh Son of a Seventh Son (1988)
- No Prayer for the Dying (1990)
- Fear of the Dark (1992)
- Live at Donington (1993)
- A Real Live/Dead One (1993)
- The X Factor (1995)
- Virtual XI (1998)
- Ed Hunter (1999)
- Brave New World (2000)
- Rock In Rio (2002)
- Dance of Death (2003)
- Death on the Road (2005)
- A Matter of Life and Death (2006)
- Flight 666 (2009)
- The Final Frontier (2010)
- En Vivo! (2012)
- The Book of Souls (2015)
- Senjutsu (2021)